# Университет Рамакхамхаенг
Университет Рамкхамхаенга (тайск. มหาวิทยาลัยรามคำแหง) — один из двух открытых университетов в Таиланде. Университет был назван в честь короля Сукхотая Рамкхамхаенга, который, по легенде создал тайский алфавит.
Перед созданием университета Рамкхамхаенга в 1971 ситуацию в Таиланде описывали как «кризис в поисках высшего образования». Это было связано с тем, что количество школьных выпускников, ищущих места в государственных университетах, вышло за все границы, количество университетов увеличилось. Ввиду сложившейся критической ситуации парламент наконец выпустил закон, согласно которому открылся университет Рамкхамхаенга.
Университет составляют факультеты права, делового администрирования, естественных наук, науки, экономики и технологии. Факультет технологии принимает ограниченно число студентов, когда остальные факультеты открыты всем, кто хочет учиться.
Университет Рамкхамхаенга имеет два больших кампуса, оба в Бангкоке. Занятие первокурсников проводятся в кампусе Банг На в районе Пхра Кханонг. Другие занятия проводятся в главном кампусе aв Хуа Мак.